# Risiophlebia risi
Risiophlebia risi is een libellensoort uit de familie van de korenbouten (Libellulidae), onderorde echte libellen (Anisoptera).
De soort staat op de Rode Lijst van de IUCN als onzeker, beoordelingsjaar 2007.
De wetenschappelijke naam Risiophlebia risi is voor het eerst geldig gepubliceerd in 1915 door Campion.